# Consumidor cultural
O Consumidor Cultural descreve uma pessoa que consome avidamente arte, livros, música, e eventos culturais dentro da sociedade. Com o aumento expressivo das tecnologias, consumidores de cultura têm aproveitado a internet para alimentar seus próprios esforços consumistas.
O termo foi cunhado pela autora Patricia Martin, em seu livro A Ascensão do Consumidor Cultural e o Que Isso Significa Para o Seu Negócio (The Rise of the Cultural Consumer and What It Means For Your Business), no qual ela sugere que a convergência entre arte, tecnologia e entretenimento, está refazendo o perfil dos consumidores.
Este novo tipo de consumidor valoriza a criatividade, o design e o poder dos valores pessoais. Esses consumidores buscarão empresas que possam "apresentar uma oferta que solucione um problema, faça algo de bom e ofereça esteticamente". Eles também procuram produtos que envolvam os sentidos como uma maneira de discernir a verdade. Em outras palavras, eles acreditam no que podem experimentar. A autenticidade é primordial e as histórias e imagens são meios poderosos de comunicação de mensagens.
Embora os consumidores culturais possam representar apenas um pequeno segmento da população, esse grupo está se expandindo rapidamente por meio do acesso à tecnologia e à internet. Pesquisas recentes indicam que esses consumidores estão conectados, ativos em suas comunidades e criativos. Além disso, eles “aspiram a ser vistos como seres humanos expressivos e pensantes, em vez de alvos de mercado de massa”.